# Irapuato
Irapuato nagyváros Mexikó középső részén, Guanajuato államában, a több államra kiterjedő Bahío nevű vidék egyik fontos települése. Magának a városnak a lakossága 2010-es adat szerint csak 381 000 fő volt, de a hozzá tartozó, 2 községből álló agglomeráció csaknem 800 000 fős. Irapuato és környéke világszerte híres epertermesztő vidék, ezért a települést nevezik a „világ eperfővárosának” is.

## Földrajz

### Elhelyezkedés
Irapuato Mexikó középső részén fekszik, Guanajuato állam közepétől délnyugatra. A Vulkáni-kereszthegység által körülvett medence, ahol a város elterül, mintegy 1700–1800 méteres tengerszint feletti magasságban található, talaja és éghajlata a mezőgazdaságnak kedvez. A város környékén számos kialudt vulkán kúpja emelkedik, a Cerro Arandas közvetlenül a település északnyugati határán. Ennek lábánál folyik el Irapuato fő folyója, a Guanajuato.

### Éghajlat
A város éghajlata meleg és átlagosan csapadékos. Minden hónapban mértek már 30 °C feletti hőmérsékletet, de a havi átlagok a januári 15,2 °C és a májusi 23,7 °C között változnak. A téli hónapokban gyenge fagy is előfordul, az eddig mért legalacsonyabb érték -3 °C volt. A csapadék évi mennyisége átlagosan 645 mm, azonban eloszlása rendkívül egyenetlen: a júniustól szeptemberig tartó négy hónapos időszakban hull a teljes mennyiség mintegy 82%-a, a téli hónapok pedig nagyon szárazak.
| Hónap                                   | Jan. | Feb. | Már. | Ápr. | Máj. | Jún. | Júl. | Aug. | Szep. | Okt. | Nov. | Dec. | Év   |
| --------------------------------------- | ---- | ---- | ---- | ---- | ---- | ---- | ---- | ---- | ----- | ---- | ---- | ---- | ---- |
| Rekord max. hőmérséklet (°C)            | 31,0 | 35,0 | 35,0 | 38,0 | 42,1 | 38,0 | 35,0 | 32,0 | 34,0  | 33,5 | 33,0 | 32,0 | 42,1 |
| Átlagos max. hőmérséklet (°C)           | 24,4 | 26,3 | 29,1 | 31,1 | 32,3 | 30,2 | 28,2 | 28,0 | 27,5  | 27,1 | 26,3 | 24,9 | 28,0 |
| Átlaghőmérséklet (°C)                   | 15,2 | 16,7 | 19,4 | 21,8 | 23,7 | 23,2 | 21,6 | 21,4 | 20,9  | 19,5 | 17,5 | 15,9 | 19,7 |
| Átlagos min. hőmérséklet (°C)           | 6,0  | 7,1  | 9,6  | 12,5 | 15,1 | 16,1 | 15,1 | 14,9 | 14,3  | 11,8 | 8,7  | 6,9  | 11,5 |
| Rekord min. hőmérséklet (°C)            | −3,0 | −2,5 | 0,0  | 4,0  | 5,0  | 10,0 | 6,5  | 9,0  | 4,8   | 2,0  | 0,0  | −2,0 | −3,0 |
| Átl. csapadékmennyiség (mm)             | 12   | 5    | 4    | 10   | 31   | 117  | 164  | 142  | 106   | 38   | 10   | 8    | 645  |
| Forrás: Servicio Meteorológico Nacional |      |      |      |      |      |      |      |      |       |      |      |      |      |

## Közlekedés
A város igen jelentős közlekedési csomópont, két szövetségi főút is áthalad rajta: az egyik egész Mexikó egyik legfontosabb útja, a Ciudad Juárezt Mexikóvárossal összekötő 45-ös, a másik a 90-es, mely Irapuatót Zapotlanejóval köti össze. Emellett a néhány kilométerre fekvő Salamancában indul a 43-as főút is, mely Moreliáig vezet.
A városnak saját nemzetközi repülőtere nincs, a legközelebbi ilyen létesítmény a Silao és León között található Del Bajío nemzetközi repülőtér, mintegy 40 km-re fekszik Irapuatótól észak-északnyugati irányban.

## Népesség
Ahogy egész Mexikóban, Irapuato szűken vett városában is és az agglomerációban is folyamatosan növekszik a népesség. Ezeket a változásokat szemlélteti az alábbi táblázat:
| Év   | Lakosság (Irapuato város) | Lakosság (Irapuatói agglomeráció) |
| ---- | ------------------------- | --------------------------------- |
| 1990 | 265 042                   | 567 226                           |
| 1995 | 299 604                   | 633 764                           |
| 2000 | 319 148                   | 666 788                           |
| 2005 | 342 561                   | 696 726                           |
| 2010 | 380 941                   | 790 192                           |

## Története

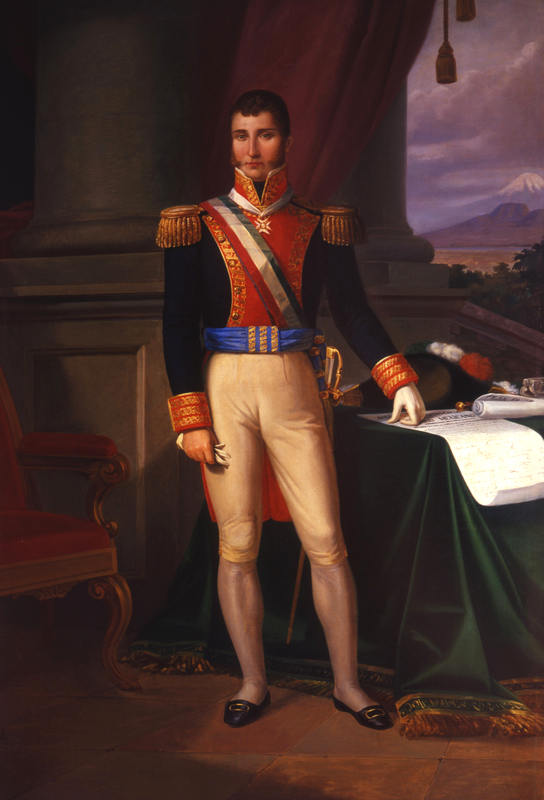
Agustín de Iturbide

A területre 1200 körül érkeztek az első lakók, méghozzá a csicsimék törzs tagjai. Ahol ma a város található, korábban a Guanajuato és a Silao folyók vizéből kialakult tó terült el, az első lakók ennek partján telepedtek meg és vadászattal, halászattal és – kezdetleges fejlettségi szinten – mezőgazdasággal foglalkoztak. A spanyol hódítók 1556–1557 körül érkeztek ide, köztük Vasco de Quiroga, aki azonnal elkezdte a hittérítő munkát. A település 1589-ben kapta a San Marcos Irapuato nevet, mely mára Irapuatóra rövidült. Ez a szó a purepecsa (taraszkó) nyelvű Jiricuato szóból ered, melynek jelentése: „Alacsony házak helye”.
Irapuato ezután sokáig kis településként élte életét, az igazi fejlődés a 19. század elején kezdődött el, amikor Agustín de Iturbide (a későbbi Ágoston császár) 1811 és 1816 között itt települt le. Elrendelte a mocsarak kiszárítását, a Silao folyó szabályozását, utcákat köveztetett le, városőrséget szervezett, fejlesztette a kézművesipart és a mezőgazdaságot, újra felvirágzott a kertkultúra és a méhészet, valamint a (főként vallásos) oktatás.
A függetlenség kivívása után 1826. március 8-án emelkedett villa rangra a település, és néhány hét múlva megindult a postai szolgáltatás is. 1833-ban azonban nagy kolerajárvány pusztított Irapuatóban, ez némileg visszavetette a fejlődést.
Az 1852-es év igen fontos a város történetében: Nicolás Tejada ekkor hozott be Franciaországból 24 tő epret, melyeket érdekességképpen elültetett a Moussier nevű helyen a Silao folyó partján (a mai Díaz Ordaz útnál). Innentől kezdve lassacskán egyre jobban elterjedt a gyümölcs termesztése a környéken, olyannyira, hogy mára Irapuato vált a „világ eperfővárosává”.
1863-ban a francia megszállók a Szent Antal-templom közelében elterülő erdőben rendezkedtek be, azóta nevezik ezt a területet Bosque de las Francesesnek, vagyis A franciák erdejének. 1864-ben Miksa császár, 1867-ben pedig Sarolta császárné látogatott el a városba. 1880-ban megnyílt az környék első vasútvonala, mely Celayával kötötte össze a települést. A század végén, 1893. november 7-én kiadott állami rendelet emelte ciudad rangra az addigi villát, ekkor vált neve véglegesen csak Irapuatóvá.

## Turizmus, látnivalók

### Műemlékek, emlékművek, terek, parkok, múzeumok

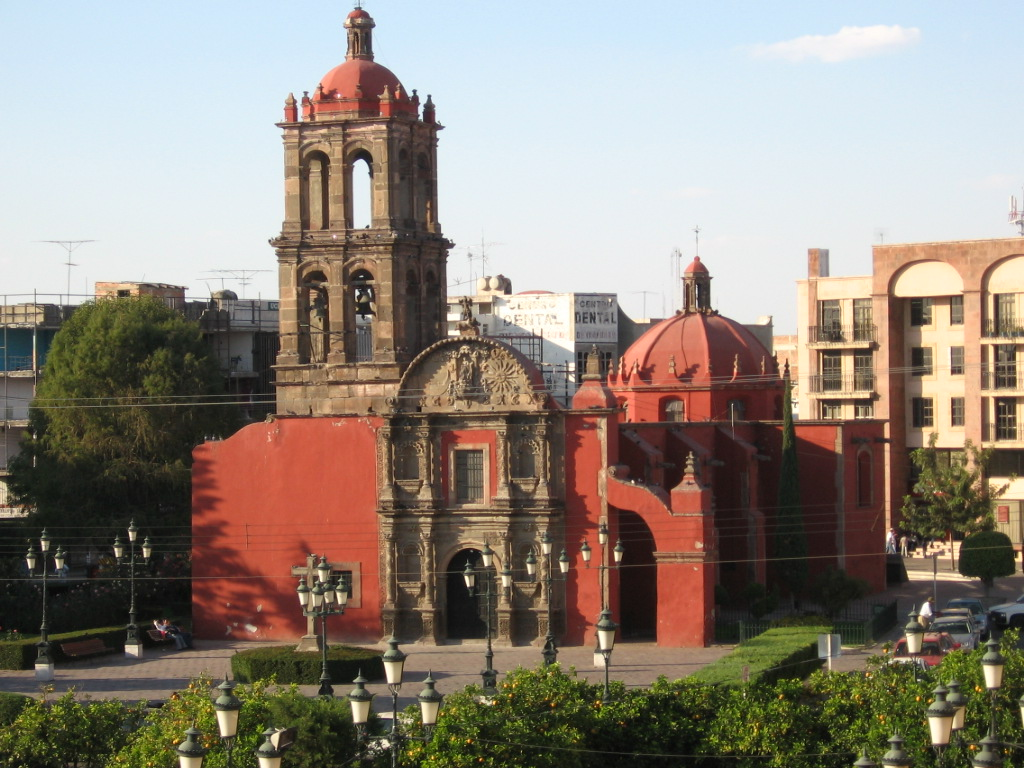
A Templo del Hospitalito

A történelmi belvárosban számos régi műemlék épület található. Templomai közül kiemelkedik a 16. századi Szent József-templom, az ugyanebből a korból származó Templo del Hospitalito, a 17. századi Parroquia del Centro, a 19. század végi Szent Ferenc-templom és a barokk Templo de Nuestra Señora de la Soledad. Világi épületei közül a legjelentősebbek a községi palota (az egykori Colegio de la enseñanza), a kormányzati palota és az Allende és a 5 de febrero utcák sarkán álló ház. Érdekes látnivalók még a 17. századi, egyetlen kőből kifaragott kereszt, a Plaza de los Fundadores téren álló szoborkompozíció, a Plazuela Juan Álvarez téren álló régi, kőből faragott napóra és a város központi parkja (a Jardín Hidalgo vagy Jardín Principal).
Legfontosabb múzeuma a Museo de la Ciudad, amely egy 18. századból származó épületben számos kiállítással rendelkezik: fegyvereket, régészeti leleteket, régi tárgyakat, katonai egyenruhákat, fal- és olajfestményeket és egyéb művészeti alkotásokat is láthatunk itt.

### Rendezvények
Irapuato legfontosabb rendezvénye a tavasszal tartott eperexpó vagy eperfesztivál, ami már régen túlnőtte az eper által meghatározott kereteket: ma már a mezőgazdasági, ipari és kézművestermékeket bemutató kiállítások mellett számos művészeti, kulturális, színházi, zenés és táncos program várja az érdeklődőket, valamint rendeznek kakasviadalokat és lovas charreadákat is.
Február 15-én tartják a városalapítás emlékünnepét, ahol szintén kulturális és művészeti bemutatókat és előadásokat, valamint sportrendezvényeket rendeznek. Ehhez hasonlít, csak több zenei és színházi programmal tarkított rendezvény a májusban tartott Festival de Eraitzicutzio, novemberben pedig jazzfesztivált tartanak.

## Sport
A város egykor sikeres labdarúgóklubja a Club Deportivo Irapuato, mely hosszú évekig szerepelt az első osztályú bajnokságban, de 2013-ban még a másodosztálytól is búcsúztak, amikor felvásárlás során Zacatepec de Hidalgo városába költöztek, így a Club Zacatepec jutott hozzá a másodosztályban való szereplés lehetőségéhez. Az Irapuato stadionja az Estadio Sergio León Chávez, amelyben az 1986-os labdarúgó-világbajnokság több mérkőzését is rendezték, köztük a fájdalmas emlékű Magyarország–Szovjetunió összecsapást is.